# Проспект Дмитрия Яворницкого
Проспект Дмитрия Яворницкого (укр. Проспект Дмитра Яворницького) — центральная улица Днепра, как в административном, так и в культурном и коммерческом смысле. Протянулась на 5 км с юго-востока на северо-запад от Мемориала Вечной Славы до Вокзальной площади. Пересекает ряд исторических местностей города: Соборную гору, Половицу и частично Фабрику.

## Расположение
Проспект находится в центральной части города и перерезает её с юго-востока на северо-запад. Берёт своё начало возле Мемориала Вечной Славы на Соборной горе — месте закладки города Екатеринослава на Днепре в конце 1780-х годов, протягивается через всю гору; далее спускается в низину, пересекая Долгую балку; полностью пересекает территорию Половицы, казацкой слободы XVIII века, а также её выселков; и заканчивается возле железнодорожного вокзала на юго-восточной окраине исторической местности Фабрика.

## История
Идея создания проспекта отображена ещё на первых планах города, составленных в конце XVIII века. На плане архитектора И. Е. Старова, созданном в 1788 году, прототипом будущего проспекта являлась «большая дорога до Нового Кодака» (современный исторический район в западной части города), которая начиналась на Соборной горе, основном месте расположения городского центра согласно плану, пересекала широкий яр и пролегала по территории казацкой слободы Половицы. Однако по причине трудностей со снабжением горы водой фактический городской центр стал формироваться в её западной низине на территориях Половицы, вдоль современного проспекта. Таким образом «большая дорога» превратилась в центральную артерию Екатеринослава. В новом плане от 1817 года главная улица определена как «Гульбище средней улицы», а жители называли ёё просто «Большая улица». Развитие проспекта шло медленно, на нём практически отсутствовали характерные для центральной части любого города каменные и многоэтажные здания. Строительству препятствовала широкая балка, делившая проспект на горную и низменную части (для её преодоления были созданы несколько малопрочных каменных мостиков), а также хроническое отсутствие средств, которыми город значительно обделили после смерти его главных «устроителей» — Екатерины Великой и Г. А. Потёмкина.
Главная улица тянулась на несколько верст, шириною шагов в двести, так что изобиловала простором не только для садов и огородов, но даже для пастбища скота на улице, чем жители пользовались без малейшего стеснения.А. М. Фадеев, управляющий конторой иностранных поселенцев, живший в Екатеринославе с 1817 по 1834 годы
Большая часть улицы выложена брусчаткой. Вдоль самого проспекта — много зданий старой застройки, в том числе Исторический музей, здание корпуса «Днепровской политехники», здания геологического, экономического факультетов, а также факультета прикладной математики Университета Гончара, Главпочтамт.

Главный проспект, тянущийся прямой линией, может поспорить с лучшими улицами мировых столиц. Широкий, прорезанный вдоль двумя лентами бульваров и двумя линиями рельсов электрического трамвая, охватившего и весь город, и часть окрестностей, проспект оканчивается на горе, громадным Потемкинским садом, висящим на берегу Днепра.
— В. А. Гиляровский, очерк «Железная горячка» (газета «Россия», 1899 год)
Благоустройство проспекта связано с именем губернатора А. Я. Фабра.
В 1847 году были проведены работы по очистке улицы и её озеленению. В центре улицы проложено шоссе, а по сторонам — бульвары.
На протяжении улицы от были посажены в 4 ряда тополя вперемешку с кленами, между каждыми двумя деревьями — большие кусты сирени.
В 1903 году проспект начали освещать электрические фонари.
Открыты первые кинотеатры «Люкс», «Модерн», «Палас».
В 1923 году Екатерининский проспект переименован в проспект имени Карла Маркса.
С 2016 года проспект носит имя Дмитрия Яворницкого.

## Объекты на улице

### Памятники
- Монумент «Вечная Слава»
- Каменные скифские изваяния и Исторический музей
- Диорама «Битва за Днепр»
- Дмитрию Ивановичу Яворницкому
- Мемориальный крест погибшим воинам Диевой армии УНР и Сечевым Стрельцам
- Николаю Васильевичу Гоголю
- Александру Николаевичу Полю
- Мемориальная доска на отеле Астория в память о Махно
- Скульптура Амура в фонтане на Аллее Влюблённых

### Организации
- Днепровская Политехника
- Днепровский национальный университет имени Олеся Гончара
- Днепровский театр оперы и балета
- Днепровский академический театр драмы и комедии
- Главпочтамт
- Гостиница «Астория»
- Гостиница «Украина»
- Днепровский городской совет
- Евангелическо-лютеранская церковь Святой Екатерины

## Пересекаемые улицы
- улица Симферопольская
- улица Героев Крут
- проспект Науки
- Соборная площадь
- улица Олеся Гончара
- улица Левка Лукьяненко
- улица Владимира Винниченко
- улица Владимира Моссаковского
- улица Сергея Ефремова
- улица Гоголя
- улица Владимира Вернадского
- Кёльнский бульвар
- улица Баррикадная
- улица Харьковская
- улица Сечевых Стрельцов
- улица Вячеслава Липинского
- улица Михаила Грушевского
- площадь Героев Майдана
- улица Владимира Мономаха
- улица Короленко
- улица Воскресенская
- улица Андрея Фабра
- улица Юлиуша Словацкого
- улица Половицкая
- Скориковский переулок
- улица Столярова
- улица Мостовая
- улица Княгини Ольги
- улица Степана Бандеры
- улица Василия Чапленко
- улица Пастера
- улица Привокзальная
- Вокзальная площадь

## Галерея

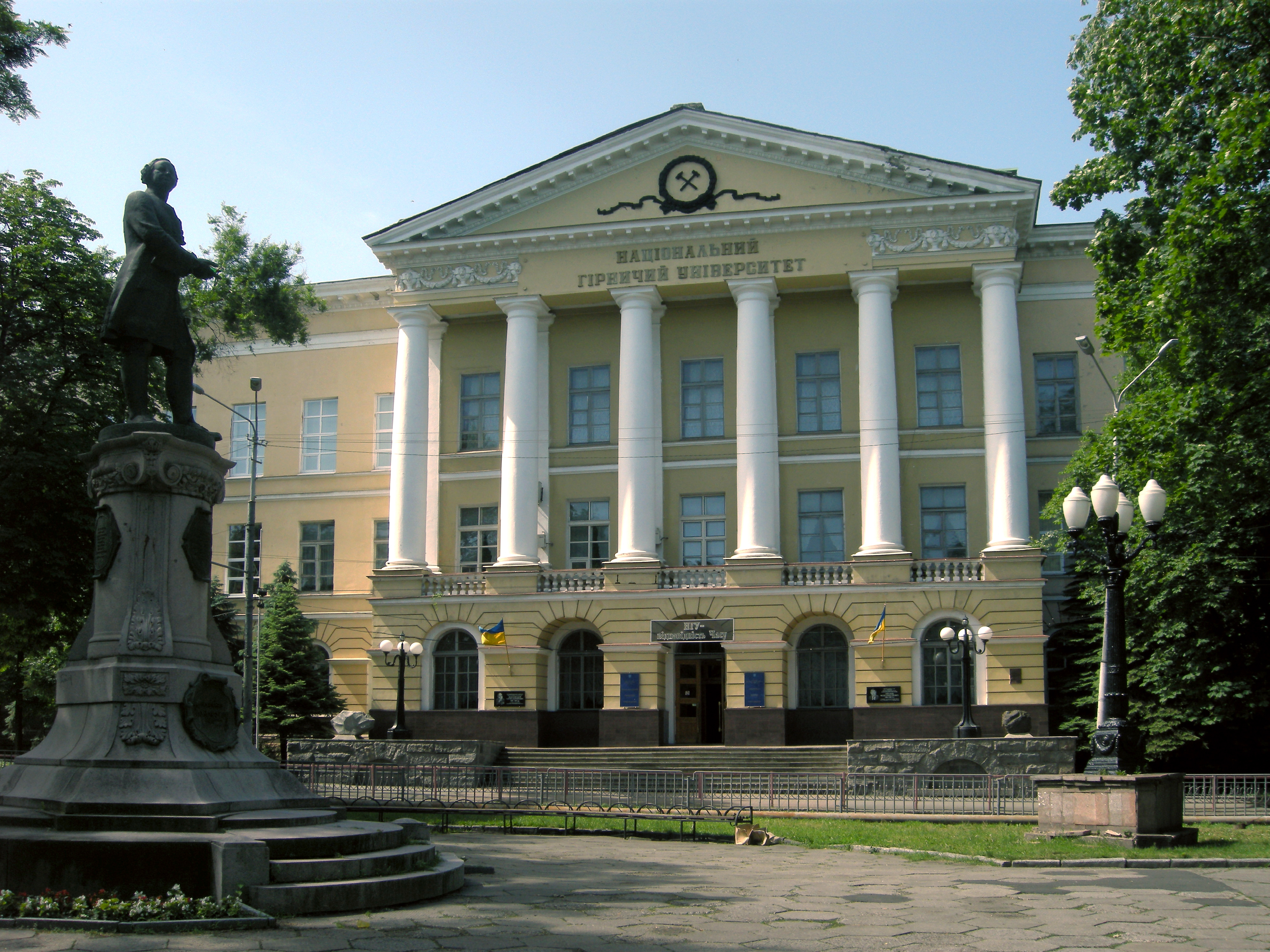
Национальный технический университет "Днепровская политехника". Корпус № 1. Памятник Михаилу Ломоносову (демонтирован в 2023 году) на бульваре проспекта Дмитрия Яворницкого
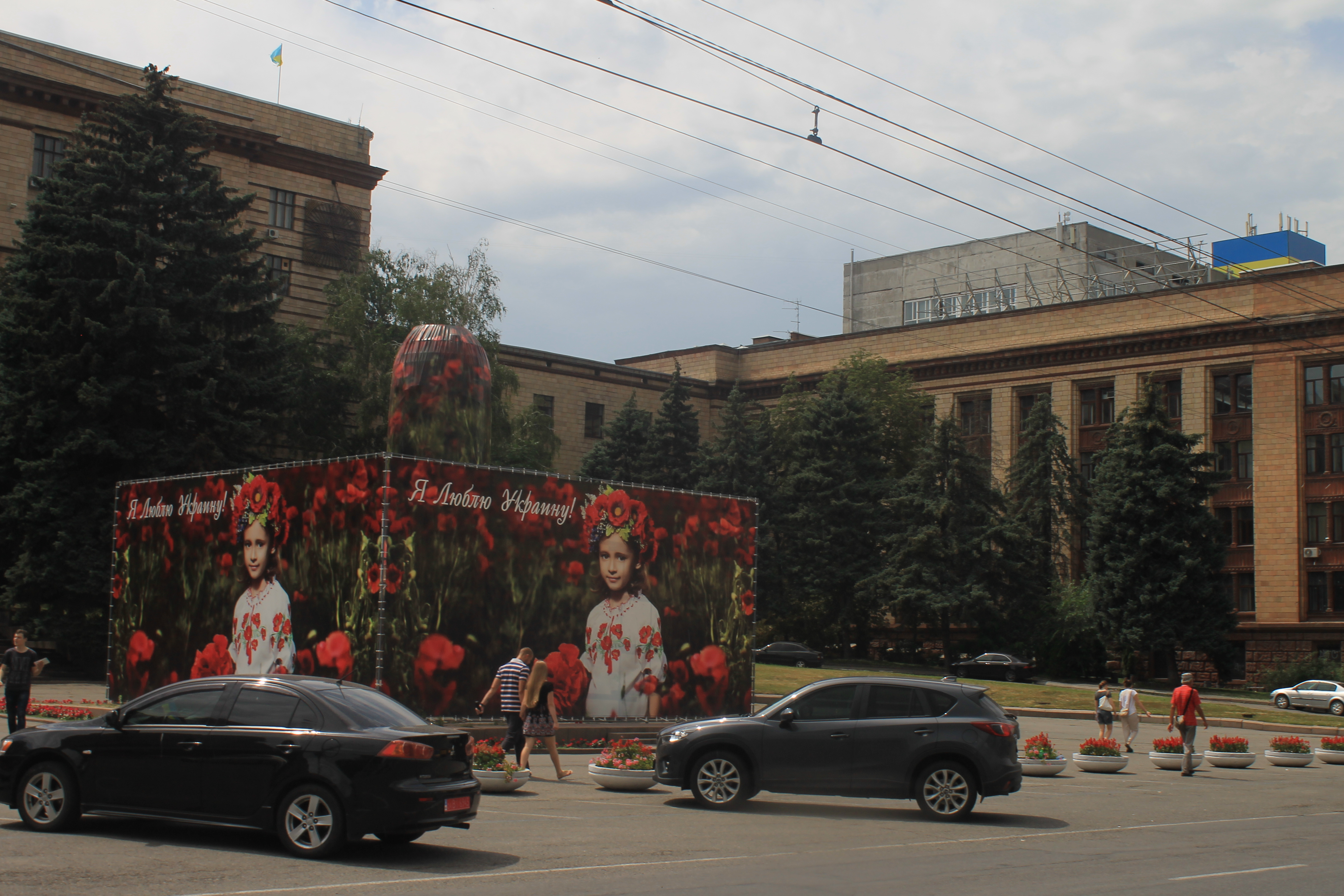
Площадь Героев Майдана
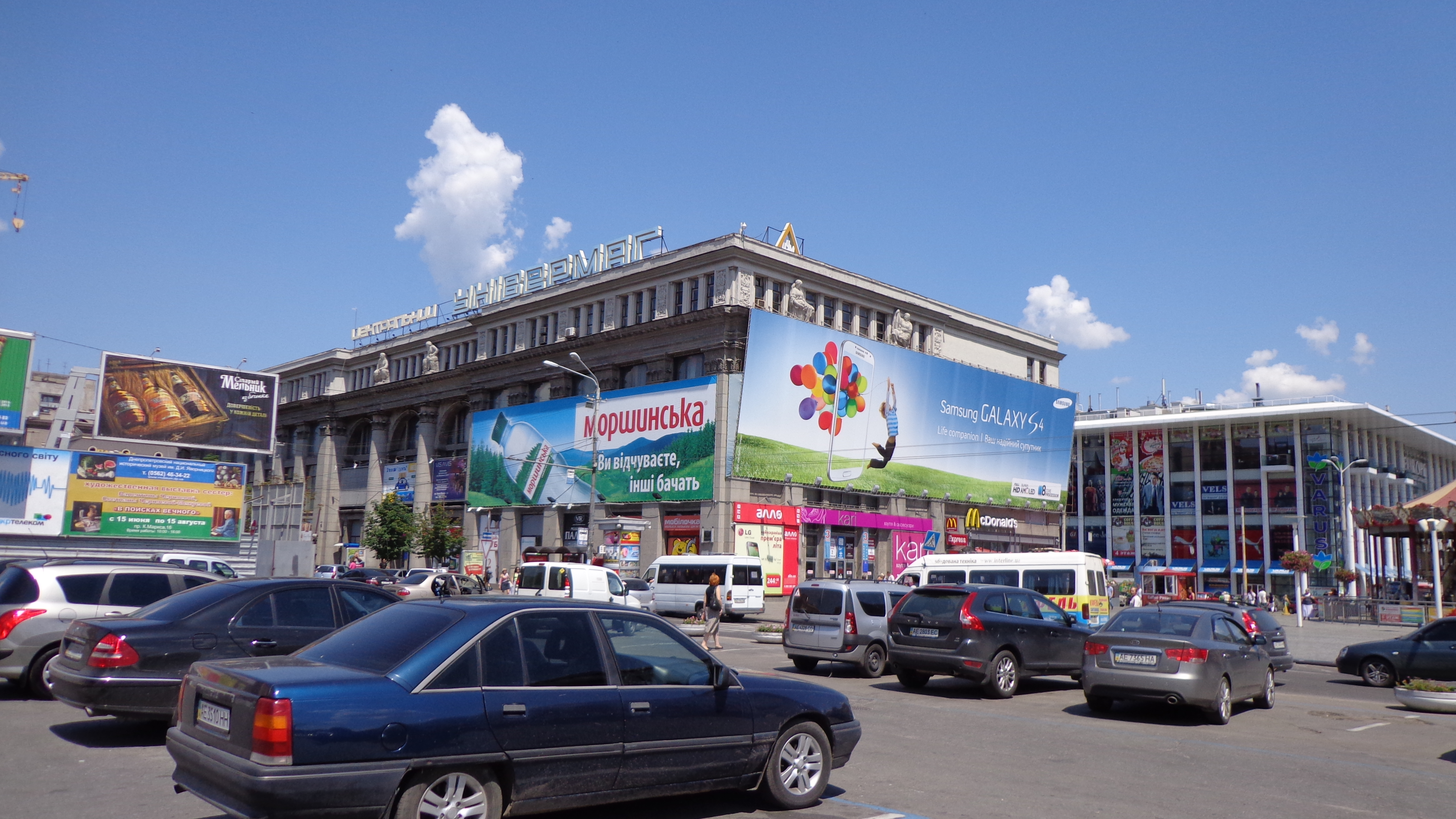
ЦУМ
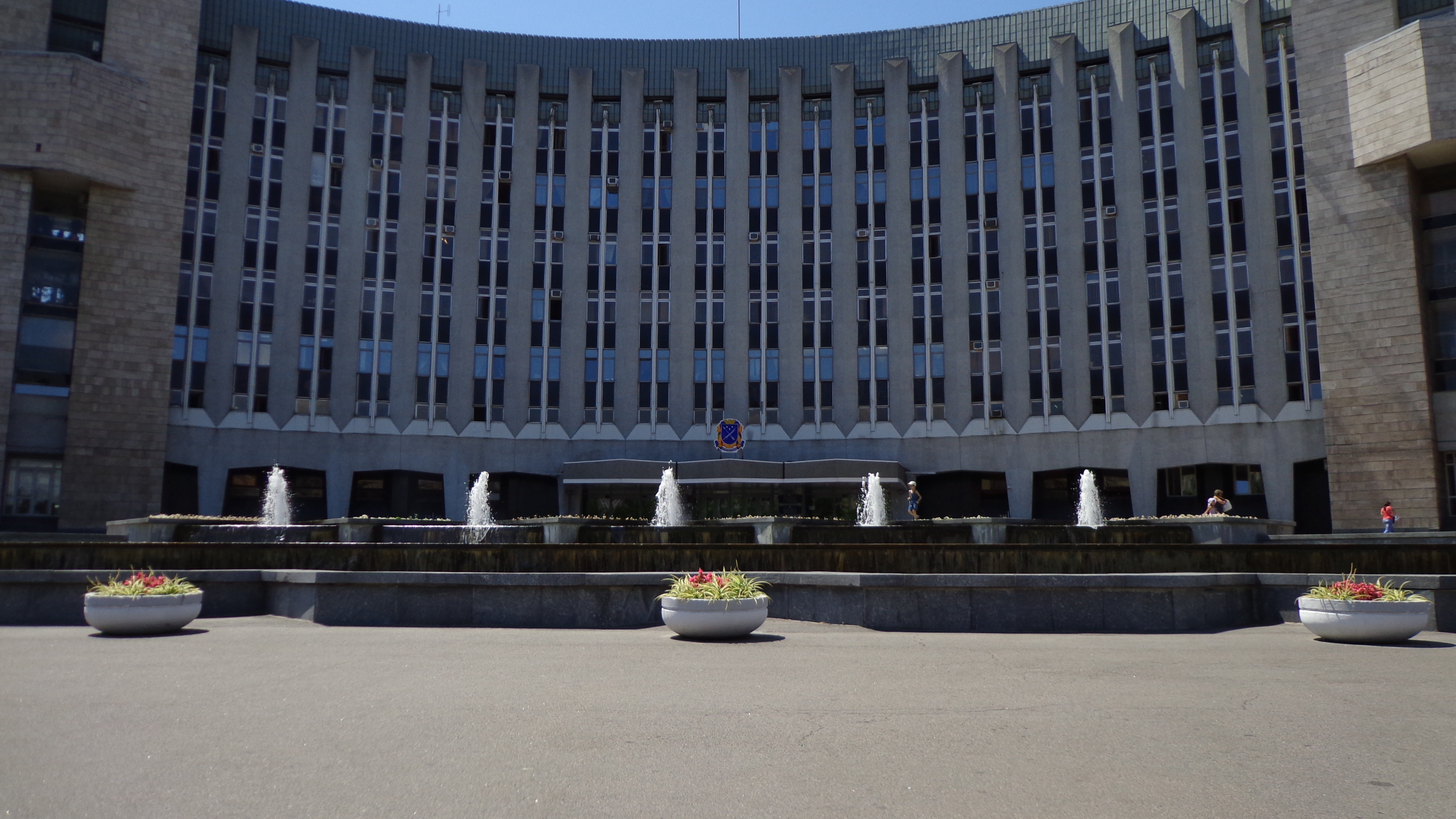
Здание городского совета
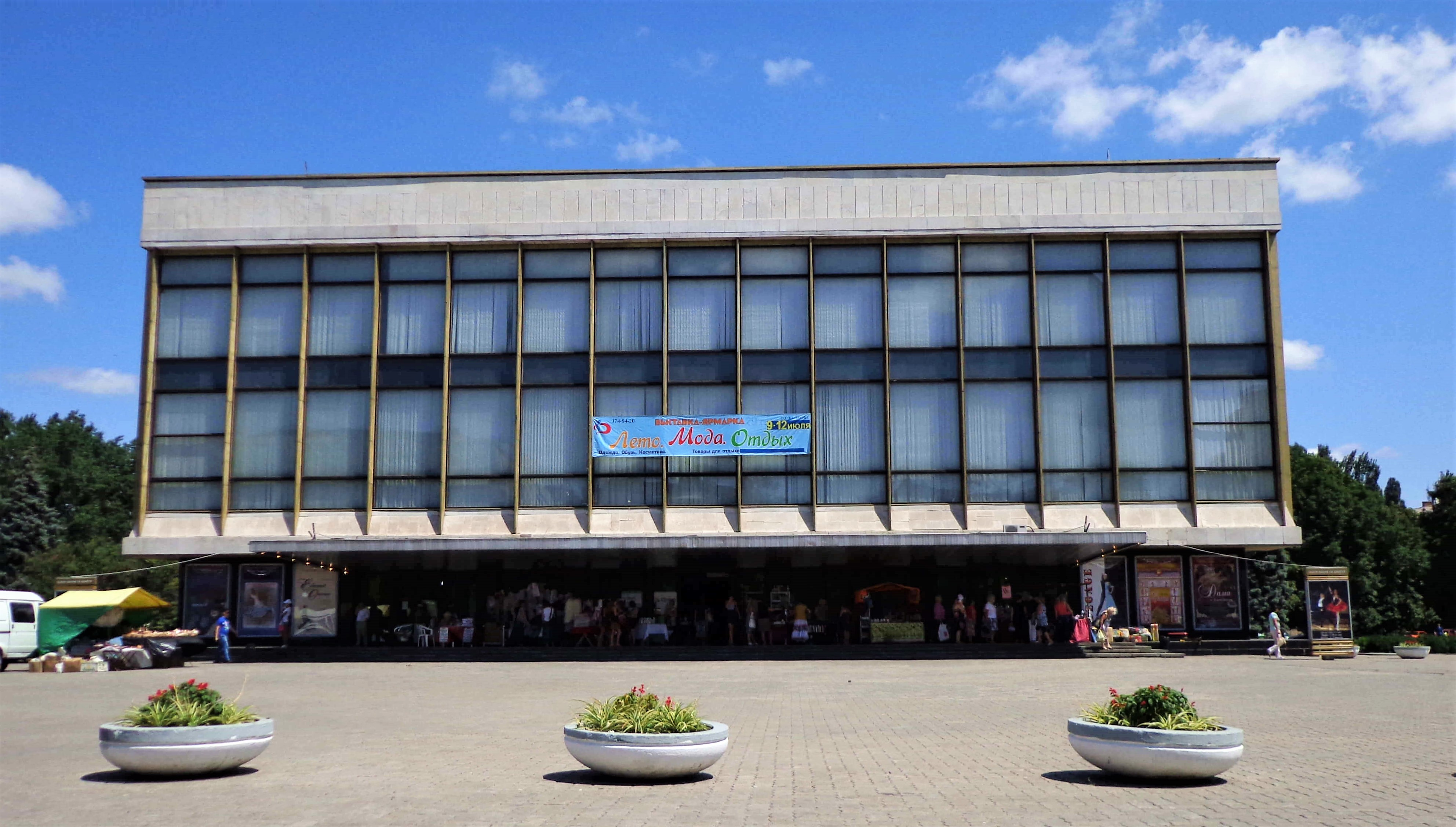
Оперный театр